# 御薗大根

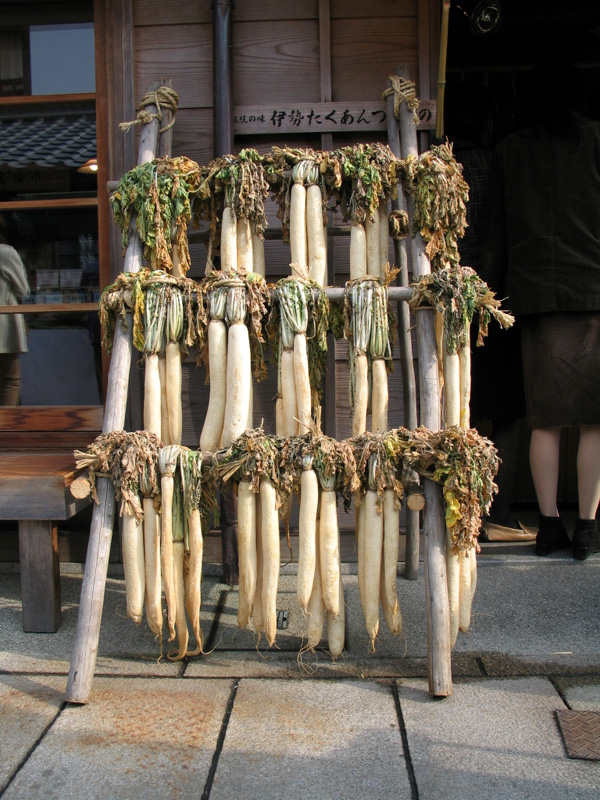
おかげ横丁で伊勢たくあんを販売している店の前で（2004年）

御薗大根（みそのだいこん）は、大正時代から現在の三重県の伊勢市で栽培が始まった大根の一種。三重伝統野菜品目の一つ。主に伊勢たくあんの材料用として栽培されている。

## 特徴
宮重大根と練馬大根とを交配させてできたと言われる白首大根系の品種である。一般的な大根と比べると全体的に白くて長い。直径5cm、長さ50cmで重量は1.5kgのものが標準である。葉は宮重大根に似るがやや淡い色をしており、葉柄は緑色を帯びた白色である。
食物繊維が多いため歯切れが良く、干すと甘みが増す。伊勢たくあんの原料としては辛漬けが中心で、早漬け・中漬けには別品種が用いられる。

## 栽培
例年9月上旬に種をまき、11月下旬から12月上旬に収穫する。生食用のものは10aあたり4,500株、加工用は7,000 - 9,000株を植える。1970年代には、生食用は畑で、加工用は水田で栽培し、生食用が販売不振の時は加工用に回されていた。一般的な大根よりも長いためか、収穫で地面から御薗大根を引き抜いたり掘り起こしたりする作業が大変で、非常に力が必要である。農作業に従事する高齢者にとっては負担が大きい野菜である。

## 歴史
大正時代に、当時の三重県度会郡御薗村（現在の伊勢市御薗町）で栽培が始まる。品種開発のきっかけとなったのは、自給的に生産していた伊勢たくあんが商品化していく中で、宮重大根などの青首系の大根を漬け込むと黒くなってしまうことから、白首系への大根へ転換しようと生産者が考えたことである。その後、農業試験場の指導を受けながら、宮重大根を母体とし、練馬大根や美濃早生と交雑させて選抜を繰り返し、まず「度会1号」を生み出し、御薗大根が誕生した。昭和10年代（1935年 - 1944年）には、伊勢市周辺の御薗・豊浜・北浜地域の殆どの農家で栽培されるようになる。太平洋戦争が始まると保存食品が必要となり、伊勢地方では米の代わりに伊勢たくあんを国へ供出した。
終戦後、食料事情が悪化して人々が困っていた頃、保存のきく大根漬けが多くの人に求められた。そのために、御薗大根を熱心に作る農家が増え稲架（はさ、大根を吊るす木で組んだもの）が伊勢平野の広範囲で多く見られるようになり、当時の伊勢地方の冬の風物詩となっていた。畑地の老朽化により1960年代頃から、三重県多気郡明和町が主産地となる。そのため現在御薗大根の競りは明和町で行われている。玉城町でも生産される。
近年では多くの種類の大根も多く栽培されるようになったため、御薗大根を栽培する農家は徐々に減ってきていたが、最近では優良な発酵食品として伊勢たくあんが見直されてきたことから、農業を営む有志が集い、御薗大根の生産が再び増加してきている。三重県は、2006年（平成18年）に「御薗大根」を「みえ伝統野菜品目」とした。